# Hans Glaser

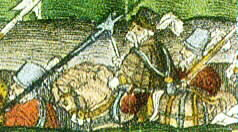
Henri IV de Plauen à la bataille du Siège de Hof, détail d'une gravure en couleurs contemporaine par Hans Glaser, 1553.

Hans Glaser, né vers 1500 et mort en juin 1573, est un graveur et imprimeur allemand qui a travaillé à Nuremberg entre 1538 et 1573.

## Biographie

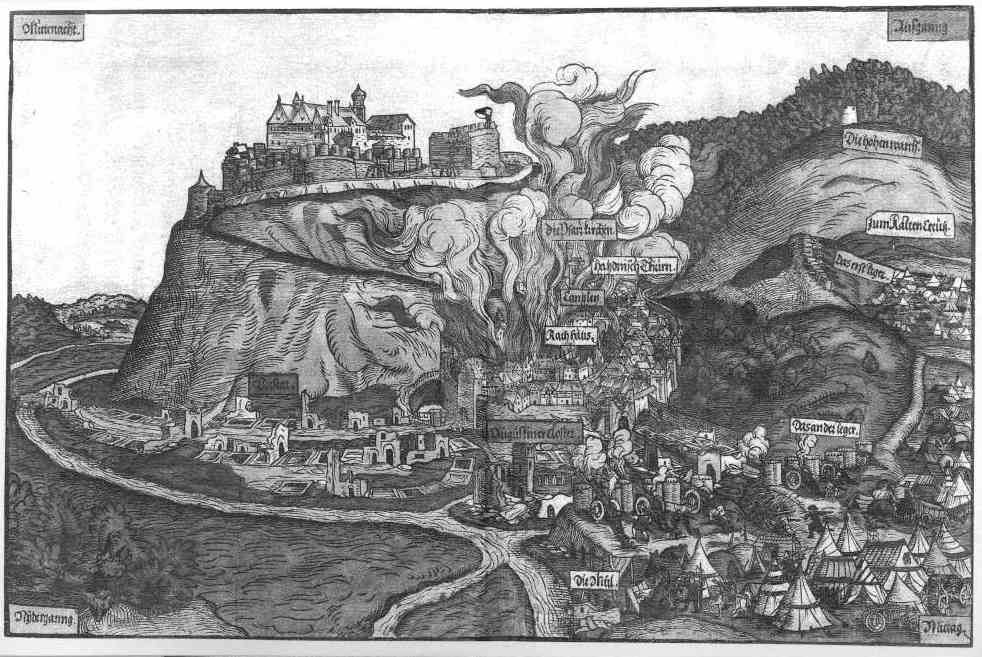
La gravure montre le siège du Plassenburg et la ville de Kulmbach en flammes le 26 novembre 1533 : Le château de Plassenburg et la ville en flammes de Kulmbach, lesquels ont été incendiés par la troupe du margrave Albert lors de son retrait.

Connu comme Hans Glaser, Hanns Glaser, Hans Glasser, Hans Glaßer ou Hans Wolff Glaser, sa naissance est supposée vers 1500, il est inhumé à Nuremberg le 2 juin 1573. Il se désigne lui-même comme un xylographe, peintre et imprimeur de cartes-lettres (Formschneider, Brieffmaler und Briefdrucker), et est désigné ainsi à partir de 1538 dans les registres de la ville de Nuremberg. Jusqu'en 1533, il habite dans la ville au lieu-dit uff den Schmelzhütten (aux fonderies). Son atelier se situe ensuite à proximité directe du temple protestant Saint-Laurent. Sa veuve se remariera à Wolf Drechsel, un ancien apprenti de son mari qui prendra sa succession et utilisera ses plaques de bois gravées.

## Publications
Hans Glaser s'intéresse particulièrement aux événements politiques et sociaux de son temps. Il édite et vend des Flugblätter, des prospectus imprimés avec textes et images, et les diffuse dans tout le Saint-Empire romain germanique grâce à un réseau de distribution. Les imprimés rapportent des événements militaires (surtout des sièges), des rencontres de personnages et des assemblées historiques, des phénomènes astronomiques et des portraits de princes et de célébrités. Il semble se tourner vers le protestantisme aux alentours de 1540 avec la publication d'un prospectus où il compare les enseignements du Christ et les enseignements du Pape.
Il réalise de nombreuses gravures de lansquenets et est considéré comme une source fiable pour l'étude de l'équipement, de l'habillement, de l'armement et de la vie des lansquenets du milieu du XVIe siècle. Ses nombreuses représentations de batailles et de sièges entre 1552 et 1554 lui valent le titre de Peintre de lettres de la seconde guerre des Margraves.
Il effectue une gravure sur des modifications qu'il a observées à la surface de la Lune en 1561 : « Une merveilleuse vision de la lune / comme elle s'est révélée récemment l'autre jour de mars à nombre de personnes à Nuremberg en cet an 61. ». Il réalise aussi des catalogues héraldiques pour des familles nobles ou des familles de notables.

## Le phénomène de 1561

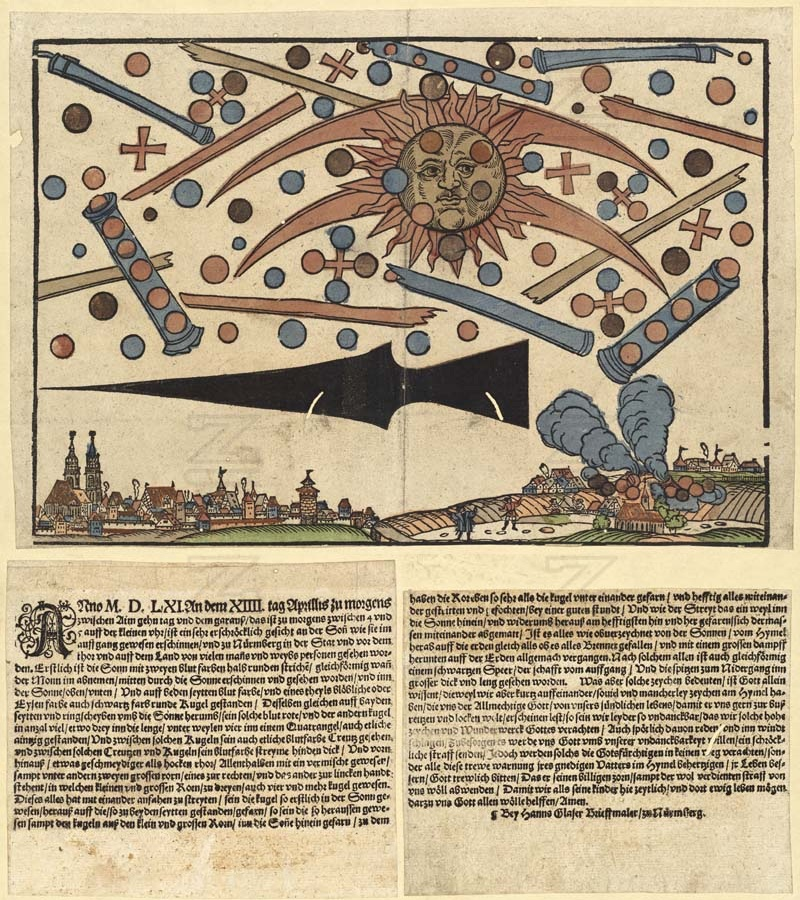
Gravure du phénomène céleste de Nuremberg en 1561.

Une de ses gravures publiée en 1566 suscite l'attention au XXe siècle. Elle décrit un phénomène céleste qui se serait produit en 1561 à Nuremberg. La gravure présente une illustration et un récit : « ...est apparu sur le soleil alors qu'il se levait une vision effrayante et vue par nombre d'hommes et de femmes à Nuremberg (...) Il y avait aussi trois grands cylindres (...) dans ces cylindres étaient quatre sphères ou plus (...) tout cela a combattu violemment et lutté jusqu'à épuisement des forces... ». Interprété en ufologie comme un témoignage d'apparition d'ovnis, l'ensemble est plutôt mis en relation avec un périhélie et un halo. On a aux XVIe et XVIIe siècles de fréquentes représentations de tels phénomènes optiques.

## Œuvres
Ses œuvres sont conservées dans divers musées, dont le British Museum, le Germanisches Nationalmuseum, le Kupferstichkabinett Berlin ou le Musée des beaux-arts de Boston.

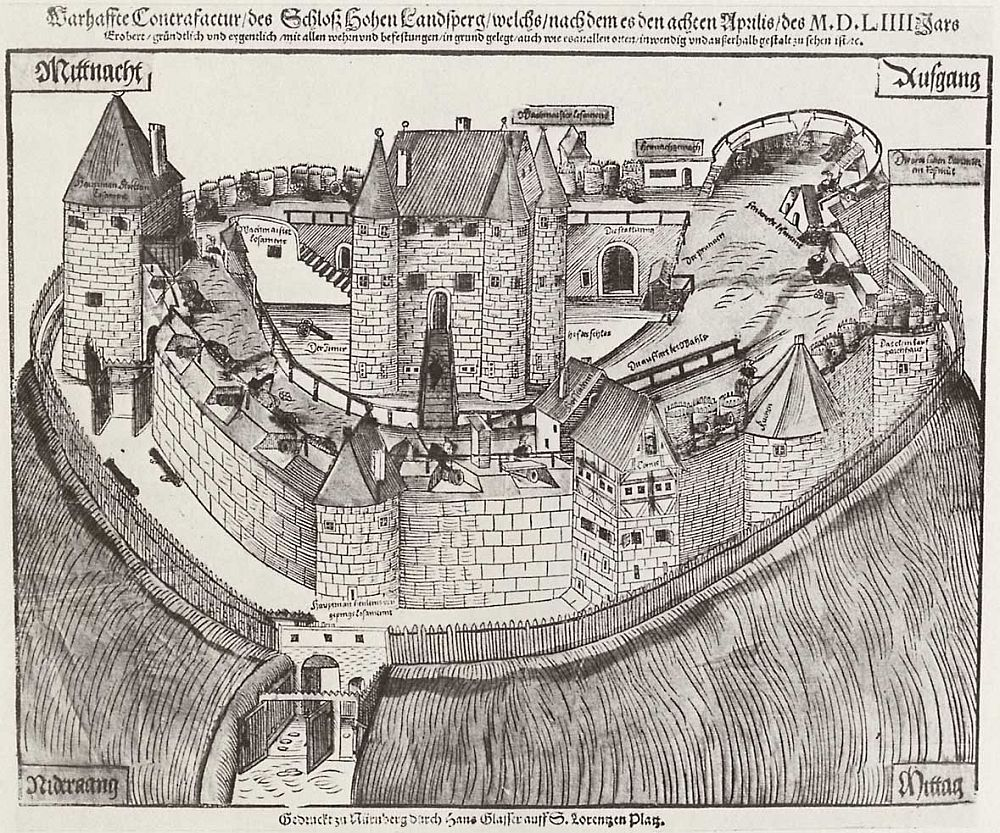
Le château de Hohenlandsberg avant sa destruction, 1554.

- Ein vngewonlich gesicht / an der Sonnen erschinen. Parution : „Bey Hans Glaser Brieffmaler zu Nürmberg, hinter S. Lorentzen auff dem Platz“ (Chez Hans Glaser peintre de lettres à Nuremberg, derrière Saint-Laurent sur la place), Nuremberg 1556, 1 feuillet illustré, gravure sur bois 246×246 mm, en couleurs, Folio 346×248 mm, collection Wickiana, Zentralbibliothek Zurich, Bibl.-Nr.: 14, Sig. Mscr.Dresd.L.83_Bl.139.
- Ein Wunderbarlich Gesicht des Mondts / so yetz newlich den andern tag des Mertzens inn diesem LXI. Jar / von vielen personen zu Nuermberg / warhafftig gesehen. gravure sur bois 268×262 mm en couleurs ; feuillet 403 × 320 mm, collection Wickiana, Zentralbibliothek Zurich.
- Das Schloß Blassenburg, sampt der verbrenten stat Kulmbach. Welche Markgraf Albrecht Kriegsvolck im abzug selbst anzündet haben mit aller gelegenhait, imprimé à Nuremberg 1554, Archives de Kulmbach.